# Kontinentális éghajlat
A kontinentális éghajlat gyakran jelentős hőmérsékleti különbségeket mutat be (forró nyár és hideg tél). Ezek általában a középső szélességekben (északra 45–55) vannak, ahol az uralkodó szél a szárazföldön fúj, és a hőmérsékletet nem szabályozzák olyan víztestek, mint az óceánok vagy a tengerek. A kontinentális éghajlat elsősorban az északi féltekén fordul elő, ahol a mérsékelt szélességi fokon olyan nagy földrészek vannak, amelyek az ilyen típusú éghajlat kialakulásához szükségesek.

## Jellemzői
- hideg tél
- meleg nyár
- nagy a napi és az éves hőmérséklet-ingadozás
- a csapadék jellemzően évi 500–1000 mm, aminek nagy része nyáron hullik

## Fajtái

### Száraz kontinentális éghajlat
Négy évszak van (tavasz, nyár, ősz, tél). Az évi középhőmérséklet 0-15 °C. Kevés csapadék jellemzi, 300–500 mm. A természetes növénytakaró füves puszta, sztyepp. A folyók vízjárása ingadozó.

### Nedves kontinentális éghajlat
Négy évszaka van, meleg nyár, hideg tél, és két átmeneti évszak a tavasz és az ősz. Az évi középhőmérséklet itt is 0-15 °C.  A csapadékmennyiség 500–800 mm között van. A természetes növénytakaró lombhullató erdő. A folyók vízjárása ingadozó.